# Coals of Fire (film 1911)
Coals of Fire è un cortometraggio muto del 1911 diretto da Hobart Bosworth anche sceneggiatore e interprete del film. Gli altri attori erano Jack Conway, Bessie Eyton, J.B. Sherry.

## Produzione
Il film fu prodotto dalla Selig Polyscope Company.

## Distribuzione
Distribuito dalla General Film Company, il film - un cortometraggio in una bobina - uscì nelle sale cinematografiche statunitensi il 23 ottobre 1911.